# Tomar-Tu
Tomar-Tu è un personaggio immaginario, una Lanterna Verde che compare nei fumetti pubblicati dalla DC Comics. È un alieno umanoide alto, con la pelle arancione e una testa parzialmente calva. Altri segni distintivi sono una pinna di pesce che attraversa il centro della sua testa, orecchie a punta e un becco da uccello al posto della bocca. Comparve per la prima volta in Green Lantern vol. 3 n. 4, in una storia dal titolo "Among My Souvenirs". Divenne una Lanterna Verde in Green Lantern vol. 3 n. 24 (maggio 1992), nella storia intitolata "The Decision". Fu creato da Gerard Jones.

## Biografia del personaggio

### Inizio
La storia dello Xudariano che un giorno sarebbe divenuto la seconda Lanterna Verde di Xudar con il nome "Tomar" cominciò anni prima della sua nascita quando uno dei Guardiani impazzì. Questo Guardiano rinnegato "Appa Ali Apsa" fece di questo punto il suo dovere al fine di catturare intere città da altri pianeti. Queste città catturate furono poi incorporate nel pianeta Oa, e la collezione di questi pezzi di mondi separati si unirono per formare il mondo Mosaico. Tomar-Tu, originariamente, proveniva da una di queste città di Xudar, che fu la casa del suo eroe, la grande Lanterna Verde Tomar Re del settore spaziale 2813.
Nonostante la stranezza dei loro nuovi circondari, gli Xudariani si preservarono. Tomar fu uno dei tre Xudariani che si avventurarono nella terra vicina per cercare alleati sul loro nuovo mondo. La follaa di terrestri li attaccò per paura. Quando sembrò che la folla avesse ucciso i tre coraggiosi, questa fu dispersa da Hal Jordan che stava andando su Oa per confrontarsi contro Appa Ali Apsa.
Tomar fu fondamentale nella caduta del folle Guardiano, che fu contattato da Hal Jordan perché lo avvertisse quando sarebbe giunto Guy Gardner dalla Terra per aiutarlo a sconfiggere il loro ex superiore. Quando finalmente Gardner giunse, Tomar diede a Jordan il segnale necessario per creare un diversivo e intrappolarlo così nella Batteria del Potere Centrale.
Quando il piano di Jordan non funzionò, il Guardiano punì gli Xudariani per il loro tradimento. La gente di Xudar soffrì molte perdite e sarebbero stati sterminati tutti se non fosse stato per l'arrivo, appena in tempo, degli altri Guardiani dell'Universo da un'altra dimensione. Temporaneamente salvi, gli Xudarani continuarono a sconfiggere i loro potenziali padroni ed eressero delle difese contro le Lanterne Verdi. Durante la climatica battaglia, Hal Jordan venne abbattuto, e sarebbe stato ucciso se Tomar Tu non avesse rischiato la sua vita e il limbo per salvarlo. Jordan, grato per l'aiuto andò a sconfiggere il folle Guardiano con l'aiuto di John Stewart, Guy Gardner e gli altri Guardiani dell'Universo.
Capendo che il ritorno su Xudar non sarebbe giunto così in fretta, Tomar e i suoi compagni Xudariani tentarono di promuovere l'unità degli abitanti del mondo Mosaico. A questo fine, Tomar guidò un gruppo di parenti per unire alla loro causa anche le città della Terra. Una volta lì, avanzarono l'idea dell'unione tra le specie, mentre un altro insediamento umano venne attaccato da una razza vicina nota come l'Orda. Nel loro tentativo di proteggersi, alcuni umani utilizzarono questi eventi come motivazione per il dogma anti-alieni. Questo portò altre separazioni tra le distinte specie che si trovavano su Oa. Al fine di prevenire ulteriore violenza, John Stewart separò l'Orda dal resto del mondo Mosaico con dei muri.
Preoccupato riguardo ai suoi vicini, Tomar e i suoi compagni Xudariani visitarono l'insediamento umano solo per essere attaccati da alcuni umani fanatici del dogma. Quando gli Xudariani sentirono di ciò che accadde risposero con gentilezza: questo portò la loro città ad essere invasa dagli umani. Non vedendo altre alternative per risolvere il problema, John Stewart eresse dei muri per separare gli insediamenti del mondo Mosaico per prevenire ulteriore violenza.
Tutto ciò fu solo temporaneo, però, dato che i muri furono presto abbattuti e le varie fazioni del mondo Mosaico entrarono in guerra tra loro. Fortunatamente, Hal Jordan e alcune Lanterne arrivarono in tempo per aiutare Stewart a separare le fazioni in guerra, e quindi, Stewart arrestò e incarcerò i leader e gli istigatori delle guerre. Nel tentativo di promuovere la pace di nuovo, Tomar Tu e i rappresentanti delle altre città furono messi insieme per costruire il mondo Mosaico in modo che tutti avrebbero potuto beneficiarvi.
Mentre il gruppo discuteva i mezzi di interdipendenza tra le razze, il loro incontro venne interrotto quando John Stewart fu contattato da Hal Jordan. Star Sapphire era di nuovo a piede libero e un John infuriato andò a battersi con lei nonostante gli sforzi di Tomar nel fermarlo. Durante la battaglia, Tomar e Kreon dimostrarono il loro valore e impressionarono Hal Jordan. Quando il conflitto terminò e Star Sapphire tornò al suo stato di Carol Ferris, Tomar Tu e Kreon furono entrambi invitati a diventare due Lanterne Verdi.

### Lanterna Verde del settore 2813
Da recluta, Tomar venne addestrato dal forte, seppur gentile, Kilowog, che spesso raccontava alle reclute le storie delle grandi Lanterne del passato. La sua prima missione fu quella di affrontare il criminale Eclipso, che prese il controllo di Hal Jordan. Mentre lui e i suoi colleghi Lanterne combatterono coraggiosamente, non riuscirono tuttavia a liberare il loro amico. Furono presto richiamati su Oa per difendere il pianeta dall'attacco dei Qwardiani, sotto la guida di Guy Gardner. Non erano in grado di affrontare i propri nemici, dato che Hal Jordan e Kilowog erano ancora sulla Terra, e l'unità richiesta per mantenere la linea era spesso malfunzionante a causa dei frequenti battibecchi tra Kreon e Boodikka. Fortunatamente, Gardner ritornò al loro fianco una volta che riuscì ad impadronirsi dell'anello giallo del potere che una volta apparteneva a Sinestro.
La sua missione successiva, incluse una lotta contro Entropia. Nonostante il fatto che non credeva nella causa per cui combatteva, continuava a combattere e a proteggere i suoi colleghi. Ancora, in un'altra missione, venne chiamato sul pianeta Maltus per aiutare Hal Jordan e il Corpo delle Lanterne Verdi contro il Triarco. Sul pianeta natale dei Guardiani, le Lanterne Verdi combatterono alternativamente contro e al fianco della L.E.G.I.O.N. e dei Darkstars.

### Emerald Twilight ed oltre
L'ultima missione di Tomar-Tu fu l'intercettazione di Hal Jordan mentre si dirigeva verso Oa. Tomar ricevette la notizia che Hal si fece strada verso Oa sconfiggendo Ke'Haan di Varva, il Generale Kreon, Boodikka, Graf Toren, Laira e addirittura il ribelle Jack T. Chance. Con ogni minuto in più che passava, Tomar sapeva che il peggio stava per arrivare; la più grande Lanterna Verde era diventata malvagia e stava distruggendo lo stesso Corpo che aveva aiutato a creare. Tomar non riuscì a fermare la Lanterna più abile e cadde sotto la sua furia e la sua potenza. Gli fu quindi strappato l'anello e venne lasciato per morto. Mentre andava alla deriva nello spazio, l'unica cosa a cui pensava era "uccidi Hal Jordan".
Dopo la sua presunta morte lui, insieme a Tomar-Re e John Stewart, fu onorato di rimanere come abitante del mondo Mosaico. Statue furono erette nel loro pezzo di terra e la storia dello Xudariano sembrava essere giunta al termine.
Dopo che Hal Jordan venne resuscitato e liberato da Parallax, ritornò al suo servizio come Lanterna Verde della Terra. Anche il Corpo cominciava ad essere ricostruito. Misteriosamente, Tomar si schiantò al suolo nel mezzo di una cerimonia che coinvolgeva Jordan ed altri due piloti dell'aeronautica militare, il Colonnello Shane Sellers e il Capitano Jillian Pearlman. Jordan fu visibilmente scosso quando capì che l'ospite non benvenuto era Tomar-Tu che lui stesso aveva "ucciso" anni prima.
Jordan riportò la Lanterna ferita su Oa dove fu visitato dalla Lanterna Verde medico specialista, Soranik Natu. Rimase in condizioni critiche, e tutto ciò che riusciva a balbettare era "Uccidere...Ucciderò Hal Jordan". Il suo ritorno consigliò a Jordan e a Gardner di visitare il pianeta Biot, casa dei Manhunters, in cerca delle altre Lanterne. Mentre le altre Lanterne Perdute furono liberate, queste stesse raccontarono che Tomar venne incarcerato dai Manhunters, ma che riuscì a fuggire per vendicarsi di Jordan ed ucciderlo.
Tuttavia, presto Tomar ritornò in servizio attivo, dato che fu visto al fianco delle altre Lanterne Perdute mentre cenavano insieme nella mensa del quartier generale del Corpo, appena prima dell'invasione dei Sinestro Corps. A quanto parve, non si riprese del tutto dalle sue precedenti ferite, infatti fu l'unica Lanterna Perduta ad essere ferita gravemente nella battaglia. Fu poi visto aiutare le Lanterne Perdute inviate su Qward per salvare Ion. Si unì poi ad Hal Jordan e Graf Toren per salvare Guy Gardner e John Stewart.
È da notare che quando le Lanterne Verdi del settore 2814 furono viste in La notte più profonda, si vide uno Xudariano tra i membri del Sinestro Corps. Non si tratta di Tomar-Tu, ma di Romat-Ru che è considerato una delle creature più vili della galassia.
Dopo la guerra, Tomar-Tu fu costretto a testimoniare contro Laira, che uccise il membro del Sinestro Corps, Amon Sur, a sangue freddo.

### La notte più profonda
Durante gli eventi di La notte più profonda, Tomar e le Lanterne Perdute viaggiarono fino a Ysmault per recuperare il corpo di Laira, che dopo essere divenuta membro del Corpo delle Lanterne Rosse venne uccisa poco dopo. Mentre il gruppo respingeva l'attacco delle Lanterne Rosse, gli anelli neri del potere scesero su Ryut, resuscitando Laira come una Lanterna Nera. Quindi, Laira attaccò i suoi compagni di squadra, tagliando Tomar sul petto.